# パウル・クアステン
パウル・クアステン（Paul Quasten、1985年3月13日 - ）は、オランダ・アムステルダム出身のチェコ国籍元サッカー選手。現役時代のポジションはDF。